# Садыков, Бако Кадырович
Бако Кадырович Садыков (род. 13 июля 1941, Бухара, Узбекская ССР) — советский кинорежиссёр и сценарист, театральный актёр. Заслуженный деятель искусств Таджикистана, автор более сорока документальных фильмов.

## Биография
- В 1959—1960 годах — актёр Бухарского театра.
- 1960−1961 годы — учёба на актёрском факультете Ташкентского театрального института имени А. Н. Островского.
- 1967 — окончание режиссёрского факультета Ташкентского театрального института имени А. Н. Островского.
- 1978 — окончание Высших курсов сценаристов и режиссёров (мастерская Э. Лотяну).

## Призы и награды
- 1986 МКФ в Мангейме (Почётный диплом жюри, фильм «Адонис XIV»)
- 1987 ВКФ (Спец. приз жюри, фильм «Глиняные птицы»)
- 1988 МКФ в Москве (Приз FIPRESCI, фильм «Адонис XIV»)
- 1988 МКФ в Оденсе (Гран-при, фильм «Адонис XIV»)
- 1992 Гос. премия Таджикистана им. Рудаки (фильм «Благословенная Бухара»)

## Фильмография

### Режиссёр
- 2003 Фидойилар (Узбекистан)
- 1996 Буюк Амир Темур (Узбекистан)
- 1995 Имом Ал-Бухорий (Таджикистан, Узбекистан)
- 1992 Остров (Казахстан, Таджикистан)
- 1992 Джосус (Казахстан, Таджикистан)
- 1990 Благословенная Бухара
- 1988 Смерч
- 1982 Время зимних туманов
- 1979 Глиняные птицы
- 1977 Адонис XIV (документальный)

### Сценарист
- 1996 Буюк Амир Темур (Узбекистан)
- 1995 Имом Ал-Бухорий (Таджикистан, Узбекистан)
- 1992 Остров (Казахстан, Таджикистан)
- 1992 Джосус (Казахстан, Таджикистан)
- 1990 Благословенная Бухара
- 1988 Смерч
- 1979 Глиняные птицы